# Bizkai Buru Batzar
El Bizkai Buru Batzar (BBB) es la ejecutiva vizcaína del Partido Nacionalista Vasco. El primer Bizkai Buru Batzar fue nombrado el 31 de julio de 1895. En la actualidad lo preside Iñigo Ansola y tiene su sede principal en Bilbao.

## Presidentes del Bizkai Buru Batzar
- 1975-1977: Juan de Ajuriaguerra [2]
- 1977-1979: Antton Ormaza Unamuno [3] [4]
- 1979-1980: Xabier Arzalluz [5]
- 1988-1992: Javier Atutxa [6]
- 1992-1996: Luis Maria Retolaza
- 1996-2000: Javier Atutxa[7]
- 2000-2008: Iñigo Urkullu
- 2008-2013: Andoni Ortuzar
- 2013 - 2024: Itxaso Atutxa
- Desde 2024: Iñigo Ansola